# Спектрофобия (боязнь призраков)
Спектрофобия (от лат. spectrum «видение», «образ» + др.-греч. φόβος «страх») (фазмофобия) — иррациональный страх призраков, привидений или духов. Обычно распространена среди детей и реже, подростков.

## Описание
Спектрофобия может быть как среди детей и реже, подростков, так и среди взрослых. У данного страха есть частичная связь с никтофобией. Она сопровождается боязнью призраков, духов и/или привидений. Как говорилось ранее, она распространена среди детей и реже, подростков. Редкость данного страха среди подростков объясняется их социальной зрелостью.

## Группы риска
- Дети младше 8 лет;
- Дети с гиперопекающими родителями;
- Дети с ранимой психикой;
- Лица с другими фобиями;
- Лица, однажды пережившие ночной кошмар или страдающие от него;
- Лица с никтофобией;
- Впечатлительные лица, особенно дети;
- Лица, получившие негативный жизненный опыт.

## Причины
- Страшные истории, рассказы про призраков и страшилки;
- Никтофобия;
- Психологическая травма в детстве.